# Матіос Анатолій Васильович
Анатолій Васильович Матіо́с (нар. 13 лютого 1969, с. Розтоки, Путильський район, Чернівецька область) — український правник, головний військовий прокурор України з 27 серпня 2014 до 2 вересня 2019. Генерал-полковник юстиції запасу, кандидат юридичних наук.
Молодший брат письменниці Марії Матіос.
Має позашлюбну доньку Софію Матіос.

## Життєпис
- 1984 — закінчив Розтоківську середню школу;[4]
- 1988—1990 — проходив військову службу в Збройних Силах СРСР;
- 1997 — закінчив юридичний факультет Чернівецького державного університету імені Федьковича;
- 1997 — розпочав роботу в органах прокуратури помічником прокурора міста Чернівці;
- 1998—1999 — старший слідчий прокуратури міста Чернівці;
- 1999—2000 — старший слідчий прокуратури Чернівецької області;
- 2000—2001 — старший прокурор відділу нагляду за додержанням законів органами внутрішніх справ та податкової міліції при провадженні оперативно-розшукової діяльності, дізнання та досудового слідства управління нагляду за законністю оперативно-розшукової діяльності, дізнання та досудового слідства прокуратури Херсонської області;
- 2001 — старший прокурор відділу роботи з кадрами прокуратури Херсонської області;
- 2001 — заступник начальника відділу нагляду за додержанням законів спеціальними підрозділами по боротьбі з організованою злочинністю прокуратури;
- 2001 — заступник начальника відділу нагляду за виконанням законів спецпідрозділами та іншими державними органами, які ведуть боротьбу з організованою злочинністю і корупцією управління нагляду за законністю оперативно-розшукової діяльності, дізнання та досудового слідства прокуратури Херсонської області;
- 2001 — прокурор Високопільського району Херсонської області;
- 2001—2004 — начальник відділу нагляду за виконанням законів спецпідрозділами та іншими державними органами, які ведуть боротьбу з організованою злочинністю і корупцією управління нагляду за законністю оперативно-розшукової діяльності, дізнання та досудового слідства прокуратури Херсонської області;
- 2004 — начальник відділу нагляду за додержанням законів спецпідрозділами та іншими установами, які ведуть боротьбу з організованою злочинністю управління нагляду за додержанням законів органами, які проводять оперативно-розшукову діяльність, дізнання та досудове слідство прокуратури Херсонської області;
- 2004 — заступник начальника відділу нагляду за додержанням законів органами внутрішніх справ при провадженні оперативно-розшукової діяльності, дізнання та досудового слідства управління нагляду за додержанням законів органами, які проводять оперативно-розшукову діяльність, дізнання та досудове слідство прокуратури міста Києва.
- 2005—2008 — начальник відділу нагляду за додержанням законів органами СБУ, державної митної служби та державної прикордонної охорони при провадженні оперативно-розшукової діяльності, дізнання та досудового слідства прокуратури Києва;
- 2008 — начальник УСБУ у Львівській області[5];
- 2008—2009 — начальник УСБУ в Одеській області[6];
- 26 грудня 2008 — присвоєно військове звання генерал-майора СБУ[7];
- 2009—2010 — перший заступник ГУ «К» СБУ (Головне управління по боротьбі з корупцією та організованою злочинністю Служби безпеки України) у м. Києві;
- 2010—2011 — відряджений з органів СБУ на посаду радника голови Вищого адміністративного суду України;
- 2011—2014 — відряджений з органів СБУ на посаду заступника керівника Головного контрольного управління Адміністрації Президента України;
- 2014 — у розпорядженні голови СБУ;
- 26 червня 2014 року призначено заступником Генерального прокурора України — начальником Головного управління процесуального керівництва у кримінальних провадженнях слідчих центрального апарату та нагляду за додержанням законів у воєнній сфері та затверджено членом колегії Генеральної прокуратури України;
- 26 серпня 2014 року призначено Головним військовим прокурором України[1];
- 31 грудня 2015 року указом Президента України присвоєно військове звання генерал-лейтенант юстиції[8];
- 1 грудня 2017 року присвоєно військове звання генерал-полковника юстиції.[9]
- 2 вересня 2019 року Генеральний прокурор Руслан Рябошапка підписав наказ про звільнення з посади Головного військового прокурора Анатолія Матіоса.[10]
- 15 жовтня 2019 року звільнений з військової служби у запас (у зв'язку з проведенням організаційних заходів)[11]
- 15 травня 2020-го отримав посвідчення адвоката й почав роботу адвокатом у Луцьку. Крім нього, того ж дня адвокатами стали кілька його підлеглих з військової прокуратури: Ольга Миргородська, Дмитро Хортів, Віталій Опанасенко[12].

## Цікаві факти
2007 порушив кримінальну справу щодо міністра юстиції України Олександра Лавриновича.
2008 затримав суддю-«колядника» Ігоря Зварича.
2019 в засобах масової інформації вийшла стаття (Агонія військової прокуратури імені Матіоса [Архівовано 15 січня 2021 у Wayback Machine.]) колишнього співробітника військової прокуратури, яка відображає іншу сторону діяльності А.В. Матіоса в органах військової прокуратури. Колишнього співробітника військової прокуратури у 2018 році змусили написати рапорт на звільнення за власним бажанням [Архівовано 15 січня 2021 у Wayback Machine.]. Крім того, стаття Агонія військової прокуратури імені Матіоса [Архівовано 15 січня 2021 у Wayback Machine.] містить відомості про незаконне присвоєння військового звання генерал-полковника юстиції [Архівовано 14 січня 2021 у Wayback Machine.] генерал-лейтенанту юстиції Володимиру Геннадійовичу Жербицькому. У тій же статті, відображена інформація про призначення, за час керівництва А. В. Матіоса, першого військового прокурора сил АТО К.Г. Кулика (перед його призначенням проходили акції протесту проти призначення на цю посаду [Архівовано 14 січня 2021 у Wayback Machine.]), який вперше в історії України був звинувачений у незаконному збагаченні [Архівовано 14 січня 2021 у Wayback Machine.]. У тому числі, вказана стаття відображає відомості про те, що у період з 2011 по 2014 роки А.В. Матіос працював у Адміністрації президента за часів В.Ф. Януковича.
2020 вийшла публікація в засобах масової інформації про фабрикацію справ екс Головним військовим прокурором Анатолієм Матіосом [Архівовано 15 січня 2021 у Wayback Machine.].
2021 затримано Дмитра Валерійовича Пономаренка (позовний «ДІТРІХ») [Архівовано 12 травня 2021 у Wayback Machine.], який використовувався військовою прокуратурою, за часів керівництва А.В. Матіоса, у вчиненні кримінальних правопорушень. 

## Сім'я
Сімейний стан – розлучений.

## Нагороди, почесні звання
- 2005 — нагрудний знак «Подяка за сумлінну службу в органах прокуратури» III ступеня.
- 2007 — Заслужений юрист України[13].

## Доходи
Брав участь в конкурсі на посаду глави Державного бюро розслідувань, відмовився пояснити походження майже 34 млн грн «дивідендів» від невідомого бізнесу його дружини. Згідно з декларацією, його дохід у 2014 році становив 264 тис. грн, а дружини — 34,7 млн грн.

## Праці
- Матіос А. В. Адміністративна відповідальність посадових осіб. — К. : Знання, 2007. — 223 c. — Бібліогр.: 198 назв. — укр. ISBN 966-346-264-7
- Матіос А. В. Адміністративна відповідальність посадових осіб у сфері державного управління: Дисертація кандидата юридичних наук: 12.00.07 / Інститут законодавства Верховної Ради України. — К., 2006[1]
- Матіос А. В. Генезис адміністративно-правового статусу посадової особи. Право України. — 2006. — № 1. — С. 33-37. — Бібліогр.: 29 назв. — укр.[2]
- Матіос А. В. Зміст та сутність адміністративної відповідальності . Право України. — 2006. — № 2. — С. 9-12. — Бібліогр.: 20 назв. — укр.
- Матіос А. В. Попередження правопорушень в сфері державного управління // Юридична Україна. — 2006. — № 2. — с.34-38
- Матіос А. В. Державне управління в умовах адміністративно-правової реформи // Юридична Україна. — 2005. — № 4 — с.30-33
- Матиос А. В. Система правонарушений, посягающих на государственное управление (В сб.: «Современное законотворчество: теория и практика». Материалы Международной научно-практической конференции. Изд-во МГУ,-2006.- с. 178—180.).